# Hans Dietrich von Schönberg
Hans Dietrich von Schönberg, modernisiert auch Johann Dietrich von Schönberg, (* 23. Oktober 1623 in Mittelfrohna; † 11. Oktober 1682 in Altenburg) war ein sachsen-altenburgischer Geheimer Rat und Kanzler sowie Rittergutsbesitzer.

## Leben
Er stammte aus der sächsischen Adelsfamilie von Schönberg und war der Sohn von Antonius von Schönberg (1588–1638) und dessen Ehefrau Christina, geborene  von Einsiedel (1596–1667).
Wie viele seiner Familienangehörigen schlug er eine Verwaltungslaufbahn im Dienst der Wettiner ein. Wie sein Vater ging er an den Hof nach Altenburg, wo er bis zum Geheimen Rat und Kanzler aufstieg. Als solcher war er Mitglied der Fruchtbringenden Gesellschaft.
Die anlässlich seiner feierlichen Beisetzung vom Oberhofprediger und Generalsuperintendenten Johann Christfried Sagittarius gehaltene Leichenpredigt erschien bei Gottfried Richter in Altenburg in Druck.

## Familie
Er war verheiratet mit Blandine, der Tochter des Geheimen Rates zu Altenburg und Hofrichters zu Jena, Hans Friedrich von Brandt. Aus der Ehe gingen zwei Söhne und vier Töchter hervor.